# Chœur de garçons de Göttingen
Le Chœur de garçons de Göttingen, fondé en 1962, est un chœur mixte de garçons et jeunes hommes (SATB). Le chœur est composé, y compris les pré-chœurs, d'environ 120 chanteurs âgés de 6 à 21 ans. En tant que chœur municipal non confessionnelle, il est dirigé depuis 2003 par l’enseignant de musique Michael Krause.

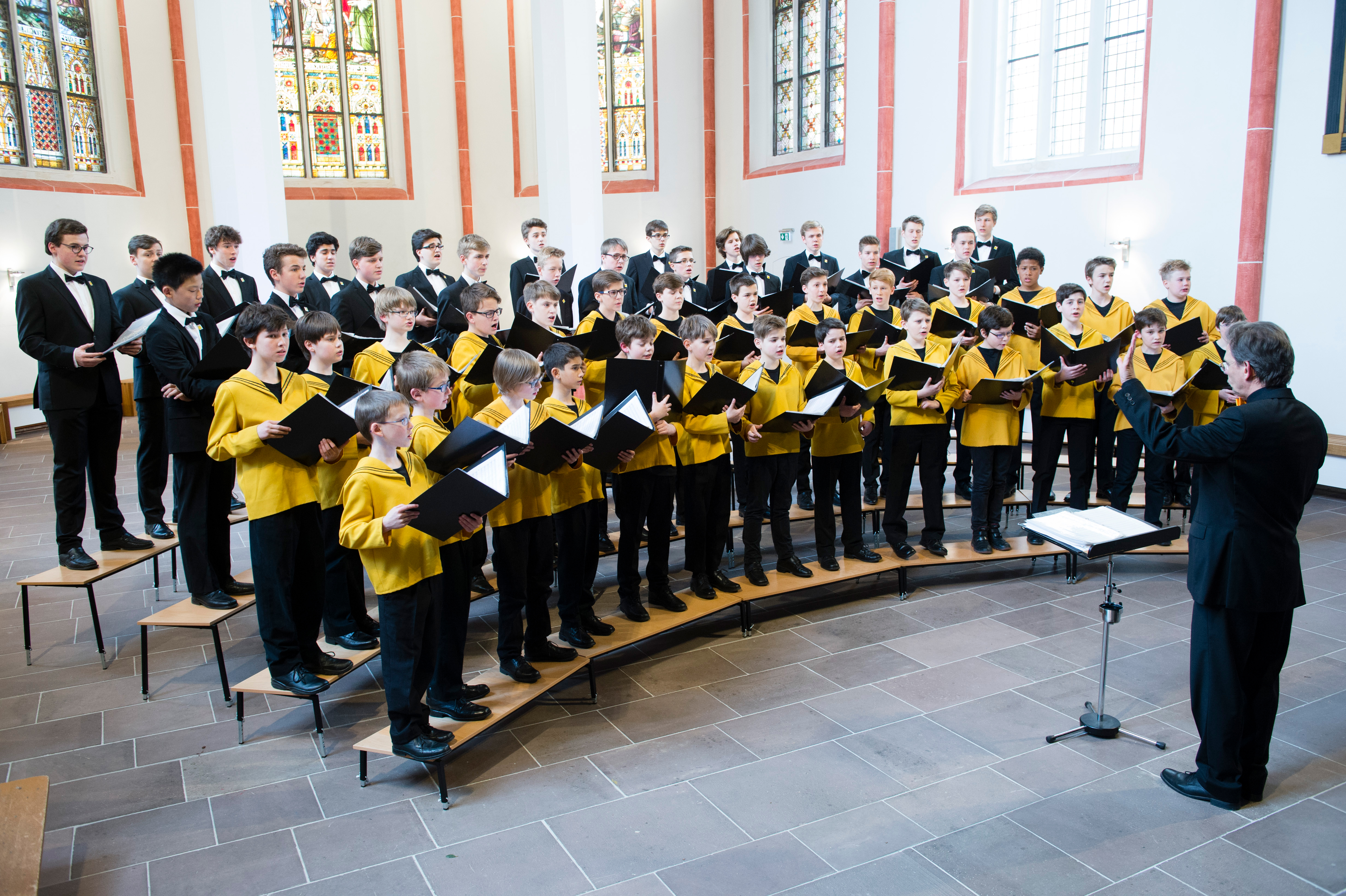
Le Chœur de garçons de Göttingen 2016 à St. Jean, Göttingen.

## Histoire
Le Chœur de garçons de Göttingen émergeait 1962 d’une chorale scolaire d’un lycée pour des Garçons, aujourd’hui le lycée mixte Felix Klein à Göttingen. Sous la direction de son fondateur Franz Herzog, qui recevait sa formation musicale au Dresdner Kreuzchor (Chœur de la Sainte-Croix de Dresde), le chœur devenait rapidement célèbre en dehors de Göttingen. Dès en 1964, le chœur enregistrait pour le radio et la télévision publique allemande. Après la démission de Franz Herzog pour des raisons de santé en 1980, Torsten Derlin (1985-1985), puis Martin Heubach (1985-1989) et Stefan Kaden (1989-2003), dirigeaient le chœur. Depuis 2003, Michael Krause, enseignant de musique au lycée Otto-Hahn à Göttingen, dirige le chœur. Au-delà de cultiver le répertoire choral classique, Michael Krause a étendu le répertoire du chœur en ajoutant des œuvres des compositeurs contemporaines. Par exemple, son arrangement de la chanson célèbre « Göttingen » de Barbara fait régulièrement partie du programme en concert.

## Structure

### Chœur principal
Au chœur principal chantent environ 60 garçons et jeunes hommes âgés de 9 à 21 ans, provenant de différents collèges et lycées de Göttingen et ses alentours. Les garçons chantent les voix de soprano et d’alto, les hommes les parties de ténor et de basse. Le chœur répète deux ou trois fois par semaine en pupitre ou avec toutes les voix. De surcroît, le chœur répète un entier jour par mois et une fois par année pendant une semaine dans les vacances. Les concerts et les tournées de concerts, les enregistrements ainsi que le travail de voix individuel ou en groupe complètent la vie chorale.

### Pré-chorales
Pour les enfants d'âge préscolaire, une offre qui initie les garçons au chant dès leur plus jeune âge a été mise en place. Les groupes d'éducation musicale aux différentes écoles primaires de Göttingen constituent le pilier d’encouragement de la relève. Les chanteurs ayant déjà participé à ces programmes peuvent continuer à chanter dans les deux pré-chorales, qui sont également ouvertes aux nouveaux venus. C'est là qu'ont lieu les cours de chant individuels ainsi que les premières introductions à la théorie musicale. Chaque année, plus de 100 garçons de Göttingen et des environs participent aux différents programmes destinés aux jeunes chanteurs. Des représentations régulières dans les écoles partenaires ainsi qu'à la fin de l'année scolaire avec toutes les pré-chorales préparent les chanteurs à l'examen d'entrée du chœur principale.

### Parrainage
Le chœur est sous le parrainage indépendant d'une association à but non lucratif (Göttinger Knabenchor e. V.). Le chœur est institutionnellement soutenu, par exemple par la ville de Göttingen. Depuis 2020, le Chœur de garçons de Göttingen fait partie d’une initiative du ministère des sciences et de la culture de Basse-Saxe visant à promouvoir des excellents chœurs de jeunes.

## Répertoire
Le Chœur de garçons de Göttingen chante des œuvres sacrées et profanes de toutes les périodes de l'histoire de la musique. Une importance particulière est accordée à la musique chorale a cappella. Mais des grandes œuvres symphoniques chorales sont également interprétées, parfois en coopération avec d'autres chœurs. Le Chœur de garçons de Göttingen cultive particulièrement l'héritage musical de son fondateur Franz Herzog, qui a, entre autres, composé des œuvres sacrées, des arrangements de chants folkloriques et de la musique chorale profane.

## Tournées et échange chorale
Depuis sa fondation, le chœur a effectué des nombreuses tournées internationales, par exemple au Royaume-Uni, en France, en Suède, en Pologne, en Suisse, aux Pays-Bas, aux États-Unis, en Afrique du Sud et, récemment, au Japon. Les rencontres avec les chorales qui s'y trouvent ont donné lieu à des visites de retour. Par exemple, malgré à la guerre froide dans les années 1970, une amitié chorale s'est développée avec les rossignols de Poznań, un chœur de garçons célèbre en Pologne. D'autres contacts sont maintenus entre autres avec les Cantores Minores Helsinki, le Chœur de garçons de Hiroshima et le Chœur de la Sainte-Croix de Dresde. Le chœur entretient une relation particulièrement étroite avec les Petits chanteurs d’Uetersen et le Chœur de garçons de Wiesbaden. Finalement, le Chœur de garçons de Göttingen participe régulièrement à des festivals internationaux.

## Littérature
- Herbert Schur, Gisela Krahmer (édit.): Franz Herzog und der Göttinger Knabenchor 1960 - 1980, Göttingen 1990 (allemand).
- Göttinger Knabenchor (édit.): 50 Jahre Göttinger Knabenchor 1962–2012, Göttingen 2012 (allemand).
- Vitus Froesch: Franz Herzog – ein Kruzianer in Göttingen. Chordirigent und Komponist. Tectum Wissenschaftsverlag, Baden-Baden 2017 (Dresdner Schriften zur Musik 10), p. 111–157 (allemand).
- Herbert Schur: Laudatio anlässlich der Enthüllung der Gedenktafel für Franz Herzog, in: Göttinger Jahrbuch 2018, Bd. 66, 2018, ISSN 0072-4882, p. 283 ff (allemand).